# Ephemere Filme: Nationalsozialismus in Österreich
In dem Projekt Ephemere Filme: Nationalsozialismus in Österreich, auf Englisch Ephemeral Films Project. National Socialism in Austria genannt, wurden etwa 50 kurze Filme aus der österreichischen NS-Zeit gesammelt und digital zur Verfügung gestellt.

## Inhalt der Filme
Gesammelt wurden private Amateurfilme sowie Filme mit Produktwerbung oder politischer Propaganda, also Filme mit normalerweise nur kurzem Bestand und insofern „flüchtige Filme“ (engl. ephemeral films). Durch solche Filme sollen Einblicke in das Leben im nationalsozialistischen Österreich ermöglicht werden. Es wurde jedes einzelne Bild von jedem Film mit Stichwörtern verknüpft, so dass nun nach Orten und Ereignissen gesucht werden kann.

## Beteiligte Institutionen
In diesem von 2011 bis 2015 bearbeiteten Projekt kooperierten das Ludwig Boltzmann Institut für Geschichte und Gesellschaft (Wien), das Österreichische Filmmuseum (Wien) sowie das U.S. Holocaust Memorial Museum (Washington). Finanziert wurde das Projekt vom österreichischen Zukunftsfonds, geleitet von Ingo Zechner und Michael Loebenstein.

## Einzelbelege
1. ↑  Der Filmsammler Rick Prelinger prägte den – dem Englischen entlehnten – Begriff „ephemere Filme“. Siehe Lexikon der Filmbegriffe.